# Тутунджи, Ованес
Ованес Тутунджи (арм. Հովհաննես Թութունջի; ? — 1703, Трабзон) — армянский политический и церковный деятель, священнослужитель, видный участник армянского национально-освободительного движения.

## Биография
Родился в г. Ван Османская империя (ныне Турция). Был монахом Армянской церкви.
В 1663 году стал главой Константинопольского патриархата Армянской апостольской церкви.
В 1664 году после ухода с патриаршего кресла, служил в Васпуракане настоятелем монастыря. В 1665—1667 годах снова занимал место патриарха Константинопольского патриархата Армянской апостольской церкви.
В 1670—1672 годах — Католикос Ахтамарского католикосата Армянской Апостольской Церкви (царского престола). В годы патриархата с целью заручиться поддержкой Франции, организовал дипломатическую миссию Махтеса Мурата Багишетси (1666) в Париж для организации совместного армяно-греческого восстания против турецкого и персидского ига.
В 1678—1680 годах отправился в Эфиопию, вероятно, чтобы привлечь Людовика XIV к участию в антитурецкой коалиции. Удостоился особого расположения эфиопского царя, привезя ему в дар из Иерусалима мощи великомученика Евстафия. Ованес Тутунджи был первым чужестранцем, которому удалось воплотить в жизнь мечту Александра Великого — подняться к истокам Голубого Нила. О своём путешествии Тутунджи рассказал послу Людовика XIV в Каире Бенуа де Мейе, в результате чего Европа узнала топографические данные об истоках Великой Реки.